# Јеш атид
Јеш атид (хебр. יש עתיד, Yesh Atid), односно на српском Има будућности или Странка будућности, центристичка је политичка странка у Израелу. Лидер Јеш атида је бивши новинар и познати телевизијски водитељ Јаир Лапид.
Странка је основана у априлу 2012. и самостално је наступила на парламентарним изборима у јануару 2013. освојивши потпуно изненадно друго место са 14,3% гласова и 19 мандата у Кнесету.